# جایزه بزرگ موناکو ۱۹۶۹
جایزه بزرگ موناکو ۱۹۶۹ (انگلیسی: ‎1969 Monaco Grand Prix‎) یک مسابقهٔ موتوری در رشتهٔ اتومبیل‌رانی فرمول یک بود که در تاریخ ۱۸ مهٔ ۱۹۶۹ در پیست موناکو واقع در مونت‌کارلو، موناکو برگزار شد. این گراند پری در میان ۱۱ گراند پری در فصل ۱۹۶۹، مسابقهٔ شمارهٔ ۳ بود.
در این مسابقه که در ۸۰ دور و به مسافت ۲۵۱٫۶۰۰ کیلومتر (۱۵۶٫۳۳۷ مایل) برگزار شد، پول پوزیشن توسط جکی استوارت کسب شد و سریع‌ترین زمان برای طی یک دور پیست که برابر با ۱:۲۵٫۱ بود نیز توسط جکی استوارت به ثبت رسید.
گراهام هیل از تیم لوتوس-فورد، پیرس کارج از تیم برابام-فورد و جو سیفرت از تیم لوتوس-فورد به‌ترتیب مقام‌های اول تا سوم مسابقه را کسب کردند.

## رده‌بندی قهرمانی پس از مسابقه
|       | جایگاه | راننده      | امتیاز |
| ----- | ------ | ----------- | ------ |
|       | ۱      | جکی استوارت | ۱۸     |
| ۲     | ۲      | گراهام هیل  | ۱۵     |
| ۱     | ۳      | بروس مک‌لارن | ۱۰     |
| ۱     | ۴      | دنی هیولم   | ۸      |
| ۱     | ۵      | جو سیفرت    | ۷      |
| منبع: |        |             |        |

|       | جایگاه | سازنده      | امتیاز |
| ----- | ------ | ----------- | ------ |
|       | ۱      | ماترا-فورد  | ۱۸     |
| ۱     | ۲      | لوتوس-فورد  | ۱۵     |
| ۱     | ۳      | مک‌لارن-فورد | ۱۲     |
| ۱     | ۴      | برابام-فورد | ۷      |
| ۱     | ۵      | بی‌آرام      | ۲      |
| منبع: |        |             |        |

یادداشت
- تنها پنج جایگاه نخست از هر رده‌بندی نمایش داده شده‌است.